# Domenico Paolella
Domenico Paolella (Foggia, 18 ottobre 1915 – Roma, 7 ottobre 2002) è stato un regista e sceneggiatore italiano.

## Biografia
Figlio primogenito di un assicuratore e di una casalinga, laureato in legge, dal 1935 al 1937 vinse i premi annuali dei Littoriali della cultura e dell'arte nella sezione film sperimentali; nel secondo conflitto mondiale venne inviato come corrispondente nel fronte russo, nel dopoguerra ebbe la nomina a direttore artistico e redattore del settimanale di cronache e di attualità La Settimana Incom, realizzando centinaia di servizi sia in Italia che all'estero, occupandosi anche di documentari, tra cui La tragedia dell'Etna, che vincerà il premio di categoria al Festival di Cannes. Dopo aver fatto nel 1939 il suo esordio nel lungometraggio a soggetto, negli anni '40 fu sceneggiatore e aiuto regista.
Dagli anni cinquanta si dedicò al cinema musicale e genere mitologico, non tralasciando il cinema sullo spionaggio internazionale e western. Lavorò anche con Totò in due pellicole.
Uno dei più prolifici registi italiani, diresse in totale una sessantina di lungometraggi fino al 1979. Dal 1992 al 1994 tornò occasionalmente al cinema collaborando a soggetto e sceneggiatura di film diretti da Lamberto Bava, Sergio Sollima, Stelvio Massi e Aldo Lado. Era compagno di vita della soubrette e attrice Liana Ferretto (deceduta nel 1998), che diresse nel film Gardenia, il giustiziere della mala (1979). Morì a 86 anni.

## Filmografia

### Regista
- Gli ultimi della strada (1939)
- Un ladro in paradiso (1951)
- Canzoni di mezzo secolo (1952)
- Canzoni, canzoni, canzoni (1953)
- Gran varietà (1953)
- Rosso e nero (1954)
- Il coraggio (1955)
- Destinazione Piovarolo (1955)
- Canzoni di tutta Italia (1955)
- San Remo canta (1956)
- Non sono più guaglione (1958)
- Destinazione Sanremo (1959)
- I pirati della costa (1960)
- Madri pericolose (1960)
- I Teddy boys della canzone (1960)
- Il terrore dei mari (1961)
- Il segreto dello Sparviero Nero (1961)
- Maciste contro lo sceicco (1962)
- Canzoni di ieri, canzoni di oggi, canzoni di domani (1962)
- Le prigioniere dell'isola del diavolo (1962)
- Il giustiziere dei mari (1962)
- Ursus gladiatore ribelle (1963)
- Ercole contro i tiranni di Babilonia (1964)
- Maciste contro i mongoli (1964)
- Maciste nell'inferno di Gengis Khan (1964)
- Golia alla conquista di Bagdad (1964)
- Il gladiatore che sfidò l'impero (1965)
- Agente S03 operazione Atlantide (1965)
- Odio per odio (1967)
- Il sole è di tutti (1968)
- Execution (1968)
- La ragazza del prete (1970)
- Le monache di Sant'Arcangelo (1973)
- Storia di una monaca di clausura (1974)
- La preda (1974)
- La polizia è sconfitta (1977)
- Gardenia, il giustiziere della mala (1979)
- Belli e brutti ridono tutti (1979)

### Sceneggiatore
- L'ebbrezza del cielo (1940)
- Trepidazione (1946)
- Il raggio infernale, regia di Gianfranco Baldanello (1967)
- Caccia al montone (1975)
- Berlino '39 (1992)
- Body Puzzle (1992)
- Alto rischio (1993)
- La chance, regia di Aldo Lado (1994)